# Delat rum på Kammakaregatan
Delat rum på Kammakaregatan är en novellsamling skriven av Agnes von Krusenstjerna. Den utkom i tryck första gången den 31 oktober år 1933. Förutom noveller innehåller Delat rum på Kammakaregatan två dikter. Denna novellsamling räknas som en av von Krusenstjernas mest populära böcker. Redan innan jul samma år den utkom trycktes den i sin femte upplaga.

## Innehåll
Följande noveller ingår i Delat rum på Kammakaregatan:
- Delat rum på Kammakaregatan
- Nyårsförlovning
- Bröllop i all enkelhet
- Rosen från bilen
- Ett träd utanför ett fönster
- Små
- Tåget går
- Varför kan du inte tala?
- Tecken på himlen
- Snigeln och flickan
- Förlorade sonens återkomst
- Den tillbakatrollade julen
- Den bästa i klassen

Följande dikter ingår i novellsamlingen:
- Filipin. Ungdom som spelar om guldoranger
- Nattklubb. Fel på person. Trettiårig adelsdam på nattklubb

## Källa
- Krusenstjerna, Agnes von (1933). Delat rum på Kammakaregatan. Stockholm: Bonnier. Libris 14635777. http://hdl.handle.net/2077/33570
- Delat rum på Kammakaregatan hos Litteraturbanken
- Delat rum på Kammakaregatan på Projekt Runeberg